# Goran Arsenić
Goran Arsenić (serbisch-kyrillisch Горан Арсенић; * 17. Mai 1966 in der SFR Jugoslawien) ist ein ehemaliger serbischer Handballspieler.

## Karriere

### Verein
Der rechte Außenspieler spielte in Jugoslawien für den RK Proleter Zrenjanin, mit dem er 1990 die jugoslawische Meisterschaft gewann. Im Europapokal der Landesmeister 1990/91 unterlag er mit dem Team erst in den Finalspielen dem FC Barcelona nach einem 23:21-Heimsieg und einer anschließenden 17:20-Auswärtsniederlage. 1992 gewann er mit Proleter die erste Austragung der Meisterschaft der Bundesrepublik Jugoslawien. Im Sommer 1997 wechselte Arsenić zum RK Vrbas, mit dem er am Euro-City-Cup 1997/98 teilnahm. Nach drei Jahren unterschrieb er beim RK Jugović, mit dem er den EHF Challenge Cup 2000/01 gewann. Seine Laufbahn beendete er im Alter von 40 Jahren beim RK Vojvodina, mit dem er 2005 Meister in Serbien und Montenegro sowie 2005 und 2006 Pokalsieger geworden war.

### Nationalmannschaft
Goran Arsenić lief zunächst für die jugoslawische Nationalmannschaft auf.
Mit der Nationalmannschaft der Bundesrepublik Jugoslawien belegte Arsenić bei der Europameisterschaft 1998 den fünften Platz.